# 中国常驻世界贸易组织代表团
中华人民共和国常驻世界贸易组织代表团（英語：Permanent Mission of the People's Republic of China to the World Trade Organization），简称中国常驻世界贸易组织代表团，位于瑞士日内瓦，是中华人民共和国政府常驻世界贸易组织的外交代表机构，隶属于中华人民共和国商务部。

## 历史沿革
2001年12月11日，中华人民共和国正式加入世界贸易组织。2002年1月28日，中国常驻世界贸易组织代表团在瑞士日内瓦正式开馆。

## 机构设置
中国常驻世界贸易组织代表团设置下列机构：
- 综合组
- 货物组
- 法律组
- 服务组
- 调研组
- 新闻和公共外交组
- 办公室